# Atletiek op de Olympische Zomerspelen 2024 – 800 meter mannen
De 800 meter voor mannen  op de Olympische Zomerspelen 2024 vond plaats van zeven tot en met tien augustus in het  Stade de France in Parijs. Titelhouder  Emmanuel Korir die dit onderdeel in Tokio had gewonnen, kwam niet in actie in Parijs. De finale werd gewonnen door zijn landgenoot Emmanuel Wanyonyi, die de Canadees Marco Arop en de Algerijn Djamel Sedjati voor bleef.

## Records
Voorafgaand aan het toernooi waren dit het wereldrecord en het olympisch record.
| Wereldrecord     | Kenia David Rudisha | 1.40,91 | Londen | 9 augustus 2012 |
| Olympisch record | Kenia David Rudisha | 1.40,91 | Londen | 9 augustus 2012 |

## Resultaten

### Series
De eerste drie van elke serie kwalificeerden zich direct voor de halve finales (Q). Van de overgebleven atleten kwalificeerden de zes tijdsnelsten zich ook voor de halve finales (q).

#### Serie 1
| Rang | Naam                    | Naam | Tijd    | Bijz. |
| ---- | ----------------------- | ---- | ------- | ----- |
| 1    | Eliott Crestan          | BEL  | 1:45.51 | Q     |
| 2    | Marco Arop              | CAN  | 1:45.74 | Q     |
| 3    | Peyton Craig            | AUS  | 1:45.81 | Q     |
| 4    | Handal Roban            | VIN  | 1:46.00 |       |
| 5    | Abdelati El Guesse      | MAR  | 1:46.91 |       |
| 6    | Tumo Nkape              | BOT  | 1:46.99 |       |
| 7    | Abubaker Haydar Abdalla | QAT  | 1:48.42 |       |
| 8    | James Preston           | NZL  | 1:48.50 |       |
| 9    | Abraham Guem            | SSD  | 1:48.74 | PB    |

#### Serie 2
| Rang | Naam                | Naam | Tijd    | Bijz. |
| ---- | ------------------- | ---- | ------- | ----- |
| 1    | Gabriel Tual        | FRA  | 1:45.13 | Q     |
| 2    | Mark English        | IRL  | 1:45.15 | Q     |
| 3    | Tshepiso Masalela   | BOT  | 1:45.58 | Q     |
| 4    | Jakub Dudycha       | CZE  | 1:45.62 |       |
| 5    | Koitatoi Kidali     | KEN  | 1:45.84 |       |
| 6    | Edose Ibadin        | NGR  | 1:46.56 |       |
| 7    | Mohamed Ali Gouaned | ALG  | 1:47.34 |       |
| 8    | Ali Idow Hassan     | SOM  | 1:48.72 |       |
| 9    | Mohammed Dwedar     | PLE  | 1:54.83 |       |

#### Serie 3
| Rang | Naam              | Naam | Tijd    | Bijz. |
| ---- | ----------------- | ---- | ------- | ----- |
| 1    | Emmanuel Wanyonyi | KEN  | 1:44.64 | Q     |
| 2    | Catalin Tecuceanu | ITA  | 1:44.80 | Q     |
| 3    | Andreas Kramer    | SWE  | 1:44.93 | Q     |
| 4    | Adrián Ben        | ESP  | 1:45.03 |       |
| 5    | Ryan Clarke       | NED  | 1:45.56 |       |
| 6    | Joseph Deng       | AUS  | 1:45.87 |       |
| 7    | Tibo De Smet      | BEL  | 1:46.03 |       |
| 8    | Brandon Miller    | USA  | 1:46.34 |       |
| 9    | Yervand Mkrtchyan | ARM  | 1:49.91 | NR    |

#### Serie 4
| Rang | Naam                | Naam | Tijd    | Bijz. |
| ---- | ------------------- | ---- | ------- | ----- |
| 1    | Djamel Sedjati      | ALG  | 1:45.84 | Q     |
| 2    | Elliot Giles        | GBR  | 1:45.93 | Q     |
| 3    | Hobbs Kessler       | USA  | 1:46.15 | Q     |
| 4    | Simone Barontini    | ITA  | 1:46.33 |       |
| 5    | Elvin Josué Canales | ESP  | 1:46.48 |       |
| 6    | Pieter Sisk         | BEL  | 1:46.60 |       |
| 7    | Peter Bol           | AUS  | 1:47.50 |       |
| 8    | Dennick Luke        | DMA  | 1:47.54 |       |
| 9    | Musa Suliman        | EOR  | 1:49.61 |       |

#### Serie 5
| Rang | Naam               | Naam | Tijd    | Bijz. |
| ---- | ------------------ | ---- | ------- | ----- |
| 1    | Ben Pattison       | GBR  | 1:45.56 | Q     |
| 2    | Edmund Du Plessis  | RSA  | 1:45.73 | Q     |
| 3    | Wyclife Kinyamal   | KEN  | 1:45.86 | Q     |
| 4    | Benjamin Robert    | FRA  | 1:45.92 |       |
| 5    | Navasky Anderson   | JAM  | 1:46.82 |       |
| 6    | Tobias Grønstad    | NOR  | 1:46.85 |       |
| 7    | Mateusz Borkowski  | POL  | 1:47.50 |       |
| 8    | José Antonio Maita | VEN  | 1:48.02 |       |
| 9    | Chhun Bunthorn     | CAM  | 1:53.31 |       |

#### Serie 6
| Rang | Naam                 | Naam | Tijd    | Bijz. |
| ---- | -------------------- | ---- | ------- | ----- |
| 1    | Mohamed Attaoui      | ESP  | 1.44.81 | Q     |
| 2    | Bryce Hoppel         | USA  | 1:45.24 | Q     |
| 3    | Max Burgin           | GBR  | 1:45.36 | Q     |
| 4    | Corentin Le Clezio   | FRA  | 1:45.42 |       |
| 5    | Jesús Tonatiú López  | MEX  | 1:45.82 |       |
| 6    | Tom Dradriga         | UGA  | 1:46.05 |       |
| 7    | Kethobogile Haingura | BOT  | 1:46.46 |       |
| 8    | Slimane Moula        | ALG  | 1:46.71 |       |

### Herkansingsronde

#### Herkansingsserie 1
| Rang | Naam                 | Naam | Tijd    | Bijz. |
| ---- | -------------------- | ---- | ------- | ----- |
| 1    | Kethobogile Haingura | BOT  | 1:45.52 | Q     |
| 2    | Slimane Moula        | ALG  | 1:45.67 |       |
| 3    | Corentin Le Clezio   | FRA  | 1:45.72 |       |
| 4    | Peter Bol            | AUS  | 1:46.12 |       |
| 5    | Tom Dradriga         | UGA  | 1:46.15 |       |
| 6    | Dennick Luke         | DMA  | 1:46.81 | NR    |
| 7    | Edose Ibadin         | NGR  | 1:49.09 |       |
| 8    | Chhun Bunthorn       | CAM  | 1:53.42 |       |
|      | Abdelati El Guesse   | MAR  | DNS     |       |

#### Herkansingsserie 2
| Rang | Naam                | Naam | Tijd    | Bijz. |
| ---- | ------------------- | ---- | ------- | ----- |
| 1    | Jesús Tonatiú López | MEX  | 1:45.13 | Q     |
| 2    | Adrián Ben          | ESP  | 1:45.37 |       |
| 3    | Pieter Sisk         | BEL  | 1:45.49 |       |
| 4    | Handal Roban        | VIN  | 1:45.80 |       |
| 5    | Navasky Anderson    | JAM  | 1:46.01 |       |
| 6    | Koitatoi Kidali     | KEN  | 1:46.37 |       |
| 7    | Jakub Dudycha       | CZE  | 1:49.94 |       |
| 8    | Yervand Mkrtchyan   | ARM  | 1:50.07 |       |
| 9    | Musa Suliman        | EOR  | 1:50.11 |       |

#### Herkansingsserie 3
| Rang | Naam                    | Naam | Tijd    | Bijz. |
| ---- | ----------------------- | ---- | ------- | ----- |
| 1    | Simone Barontini        | ITA  | 1:45.56 | Q     |
| 2    | Benjamin Robert         | FRA  | 1:45.83 |       |
| 3    | José Antonio Maita      | VEN  | 1:46.44 |       |
| 4    | Tibo De Smet            | BEL  | 1:46.59 |       |
| 5    | Joseph Deng             | AUS  | 1:48.58 |       |
| 6    | James Preston           | NZL  | 1:50.53 |       |
|      | Abubaker Haydar Abdalla | QAT  | DNS     |       |
|      | Ali Idow Hassan         | SOM  | DNS     |       |

#### Herkansingsserie 4
| Rang | Naam                | Naam | Tijd    | Bijz. |
| ---- | ------------------- | ---- | ------- | ----- |
| 1    | Brandon Miller      | USA  | 1:44.21 | Q     |
| 2    | Mohamed Ali Gouaned | ALG  | 1:44.37 | q, PB |
| 3    | Tobias Grønstad     | NOR  | 1:44.57 | q, PB |
| 4    | Elvin Josué Canales | ESP  | 1:44.65 |       |
| 5    | Ryan Clarke         | NED  | 1:44.70 | PB    |
| 6    | Mateusz Borkowski   | POL  | 1:45.27 | PB    |
| 7    | Tumo Nkape          | BOT  | 1:45.57 |       |
| 8    | Abraham Guem        | SSD  | 1:49.45 |       |
| 9    | Mohammed Dwedar     | PLE  | 1:54.83 |       |

### Halve finales
De eerste twee van elke halve finale kwalificeerden zich direct voor de finale (Q). Van de overgebleven atleten kwalificeerden de twee tijdsnelsten zich ook voor de finale (q).

#### Halve finale 1
| Rang | Naam                | Naam | Tijd    | Bijz. |
| ---- | ------------------- | ---- | ------- | ----- |
| 1    | Djamel Sedjati      | ALG  | 1:45.08 | Q     |
| 2    | Tshepiso Masalela   | BOT  | 1:45.33 | Q     |
| 3    | Catalin Tecuceanu   | ITA  | 1:45.38 |       |
| 4    | Ben Pattison        | GBR  | 1:45.57 | SB    |
| 5    | Brandon Miller      | USA  | 1:45.79 |       |
| 6    | Mark English        | IRL  | 1:45.97 |       |
| 7    | Andreas Kramer      | SWE  | 1:46.73 |       |
| 8    | Jesús Tonatiú López | MEX  | 1:50.38 |       |

#### Halve finale 2
| Rang | Naam                | Naam | Tijd    | Bijz. |
| ---- | ------------------- | ---- | ------- | ----- |
| 1    | Marco Arop          | CAN  | 1:45.05 | Q     |
| 2    | Gabriel Tual        | FRA  | 1:45.16 | Q     |
| 3    | Wyclife Kinyamal    | KEN  | 1:45.29 |       |
| 4    | Edmund du Plessis   | RSA  | 1:45.34 |       |
| 5    | Elliot Giles        | GBR  | 1:45.46 |       |
| 6    | Hobbs Kessler       | USA  | 1:46.20 |       |
| 7    | Tobias Grønstad     | NOR  | 1:46.37 |       |
| 8    | Mohamed Ali Gouaned | ALG  | 1:46.52 |       |

#### Halve finale 3
| Rang | Naam                 | Naam | Tijd    | Bijz. |
| ---- | -------------------- | ---- | ------- | ----- |
| 1    | Emmanuel Wanyonyi    | KEN  | 1:43.32 | Q     |
| 2    | Bryce Hoppel         | USA  | 1:43.41 | Q     |
| 3    | Max Burgin           | GBR  | 1:43.50 | q, PB |
| 4    | Mohamed Attaoui      | ESP  | 1:43.69 | q     |
| 5    | Eliott Crestan       | BEL  | 1:43.72 |       |
| 6    | Peyton Craig         | AUS  | 1:44.11 | PB    |
| 7    | Kethobogile Haingura | BOT  | 1:44.95 |       |
| 8    | Simone Barontini     | ITA  | 1:46.17 |       |

### Finale
| Rang   | Naam              | Naam | Tijd    | Bijz. |
| ------ | ----------------- | ---- | ------- | ----- |
| Goud   | Emmanuel Wanyonyi | KEN  | 1:41.19 | PB    |
| Zilver | Marco Arop        | CAN  | 1:41.20 | AR    |
| Brons  | Djamel Sedjati    | ALG  | 1:41.50 |       |
| 4      | Bryce Hoppel      | USA  | 1:41.67 | NR    |
| 5      | Mohamed Attaoui   | ESP  | 1:42.08 |       |
| 6      | Gabriel Tual      | FRA  | 1:42.14 |       |
| 7      | Tshepiso Masalela | BOT  | 1:42.82 | PB    |
| 8      | Max Burgin        | GBR  | 1:43.84 |       |

1896: Teddy Flack ·
1900: Alfred Tysoe ·
1904: Jim Lightbody ·
1908: Mel Sheppard ·
1912: Ted Meredith ·
1920: Albert Hill ·
1924: Douglas Lowe ·
1928: Douglas Lowe ·
1932: Tommy Hampson ·
1936: John Woodruff ·
1948: Mal Whitfield ·
1952: Mal Whitfield ·
1956: Tom Courtney ·
1960: Peter Snell ·
1964: Peter Snell ·
1968: Ralph Doubell ·
1972: Dave Wottle ·
1976: Alberto Juantorena ·
1980: Steve Ovett ·
1984: Joaquim Cruz ·
1988: Paul Ereng ·
1992: William Tanui ·
1996: Vebjørn Rodal ·
2000: Nils Schumann ·
2004: Joeri Borzakovski ·
2008: Wilfred Bungei ·
2012: David Rudisha ·
2016: David Rudisha ·
2020: Emmanuel Korir ·
2024: Emmanuel Wanyonyi